# Plesná
Plesná (niem. Fleißen) − miasto w Czechach, w kraju karlowarskim. Według danych z 31 grudnia 2007 powierzchnia miasta wynosiła 1 926 ha, a liczba jego mieszkańców 2 072 osób.
| Rok             | 1970  | 1980  | 1991  | 2001  | 2003  |
| --------------- | ----- | ----- | ----- | ----- | ----- |
| Liczba ludności | 2 014 | 1 883 | 1 692 | 1 982 | 2 077 |

Źródło: Czeski Urząd Statystyczny
W miejscowości jest przystanek kolejowy Plesná.